# Stazione di Beaulard
Stazione di Beaulard vasútállomás Olaszországban, Oulx településen.

## Vasútvonalak
Az állomást az alábbi vasútvonalak érintik:
- Torino–Modane-vasútvonal

## Kapcsolódó állomások
A vasútállomáshoz az alábbi állomások vannak a legközelebb:
- Stazione di Bardonecchia
- Stazione di Oulx-Cesana-Claviere-Sestriere